# Sweeney Todd: el barber diabòlic del carrer Fleet (pel·lícula)
Sweeney Todd: El barber diabòlic del carrer Fleet (títol original en anglès: Sweeney Todd: The Demon Barber of Fleet Street) és una pel·lícula de 2007 dirigida per Tim Burton i coproduïda entre els Estats Units i el Regne Unit. Es tracta d'una adaptació al cinema del musical homònim de Stephen Sondheim i Hugh Wheeler (alhora inspirat en la peça teatral de Christopher Bond), que dirigit per Harold Prince amb Angela Lansbury i Len Cariou van popularitzar la història en la dècada dels 80. La versió cinematogràfica és protagonitzada per Johnny Depp, en la seva sisena col·laboració amb el director Tim Burton. El seu to fosc, sanguinari i malaltís suposa una radicalització de l'estil de Burton, tot i que té nombroses connexions formals amb Sleepy Hollow. La pel·lícula es va doblar i subtitular al català.

## Argument
L'obra narra la història de Benjamin Barker, empresonat durant quinze anys lluny de la seva llar a Londres a causa d'una falsa acusació del jutge Turpin, que només volia quedar-se amb la seva esposa. A la tornada del seu injust captiveri, Barker torna buscant la seva família, però descobreix que la seva esposa va enverinar-se i que el jutge Turpin té captiva la seva filla, Johanna.
Llavors Benjamin Barker es canvia el nom pel de Sweeney Todd, torna a la seva antiga barberia i comença a tramar la seva venjança, mentre va assassinant diferents persones amb la navalla de barber. Per a això s'aliarà amb la senyora Lovett, la solitària propietària del local ubicat sota la barberia. En la sanguinària venjança ella trobarà una manera de promoure el seu negoci d'empanades de carn amb les víctimes del seu company del pis de dalt.
Com a història paral·lela, Anthony Hope, que rescatà Sweeney Todd del mar, coneix Johanna, captiva pel jutge Turpin, sense saber que és filla del barber, i tramen juntament amb Sweeney la seva alliberació.

## Repartiment[3]
- Johnny Depp: Benjamin Barker/Sweeney Todd
- Helena Bonham Carter: Mrs. Nellie Lovett
- Alan Rickman: Judge Turpin
- Timothy Spall: Beadle Bamford
- Jayne Wisener: Johanna Barker
- Sacha Baron Cohen: Adolfo Pirelli/Davy Collins
- Jamie Campbell Bower: Anthony Hope
- Laura Michelle Kelly: Lucy Barker
- Ed Sanders: Toby Ragg

## Cançons
Totes les cançons foren escrites per Stephen Sondheim:
1. "Opening Title" - 3:30
2. "No Place Like London" - Johnny Depp & Jamie Campbell Bower - 5:32
3. "The Worst Pies In London" - Helena Bonham Carter - 2:23
4. "Poor Thing" - Helena Bonham Carter & Johnny Depp - 3:09
5. "My Friends" - Johnny Depp & Helena Bonham Carter - 3:48
6. "Green Finch and Linnett Bird" - Jayne Wisener - 2:16
7. "Alms! Alms!" - Laura Michelle Kelly & Jamie Campbell Bower - 1:16
8. "Johanna" - Jamie Campbell Bower - 1:57
9. "Pirelli's Miracle Elixir" - Edward Sanders, Johnny Depp & Helena Bonham Carter - 2:00
10. "The Contest" - Sacha Baron Cohen, Johnny Depp & Timothy Spall - 3:37
11. "Wait" - Helena Bonham Carter & Johnny Depp - 2:39
12. "Ladies in Their Sensitivities" - Timothy Spall & Alan Rickman - 1:23
13. "Pretty Women" - Johnny Depp & Alan Rickman - 4:27
14. "Epiphany" - Johnny Depp, Helena Bonham Carter & Jamie Campbell Bower - 3:17
15. "A Little Priest" - Helena Bonham Carter & Johnny Depp - 5:15
16. "Johanna" - Johnny Depp, Laura Michelle Kelly & Jamie Campbell Bower - 5:42
17. "God, That's Good!" - Helena Bonham Carter & Edward Sanders - 2:47
18. "By The Sea" - Helena Bonham Carter & Johnny Depp - 2:20
19. "Not While I'm Around" - Edward Sanders & Helena Bonham Carter - 4:12
20. "Final Scene" - Johnny Depp, Helena Bonham Carter, Alan Rickman, Laura Michelle Kelly, Jamie Campbell Bower & Jayne Wisener - 10:20

## Premis i nominacions[4]

### Premis
- 2008: Oscar a la millor direcció artística per Dante Ferretti i Francesca Lo Schiavo
- 2008: Globus d'Or a la millor pel·lícula musical o còmica
- 2008: Globus d'Or al millor actor musical o còmic per Johnny Depp

### Nominacions
- 2008: Oscar al millor actor per Johnny Depp
- 2008: Oscar al millor vestuari per Colleen Atwood
- 2008: Globus d'Or al millor director per Tim Burton
- 2008: Globus d'Or a la millor actriu musical o còmica per Helena Bonham Carter
- 2008: BAFTA al millor vestuari per Colleen Atwood
- 2008: BAFTA al millor maquillatge i perruqueria per Ivana Primorac
- 2009: Grammy al millor àlbum de banda sonora per pel·lícula, televisió o altre mitjà visual